# レスター・ヘイズ
レスター・ヘイズ（Lester Hayes 1955年1月22日- ）はテキサス州ヒューストン出身の元アメリカンフットボール選手。NFLのオークランド/ロサンゼルス・レイダースでプレイした。ポジションはコーナーバック。ザ・モレスター（嫌がらせをする人）というニックネームを持っていた。

## 経歴
テキサス農工大学時代には1975年、1976年とオールアメリカンのセーフティに選ばれた。1977年のNFLドラフトでレイダースから指名されて入団後、コーナーバックにコンバートされた。1980年から1984年まで5年連続でプロボウルに選出され第15回、第18回と2度のスーパーボウル優勝メンバーになっている。1980年にはNFLトップの13インターセプトを記録し、最優秀守備選手に選ばれている。この年にはプレーオフでも5回のインターセプトを記録し2回はタッチダウンにつなげた。
1986年シーズン終了後通算39インターセプト（プロフットボール殿堂入りしているウィリー・ブラウンと共にチームタイ記録）の数字を残して現役を引退した。
2004年のプロフットボール殿堂入り選手の選出の際、ファイナリストに進んだ15人の1人に選ばれている。
"Lester the Molester" "the Judge"と呼ばれたが彼はスター・ウォーズの大ファンであることから第18回スーパーボウル前のインタビューで唯一のジェダイと呼んでほしいと答えている。彼は対峙したワイドレシーバーへのバンプ・アンド・ランカバレッジ（ワイドレシーバーに予定したルートをQBとのタイミングどおりに走らせないためのテクニック）とスティッカム（粘着力によってインターセプトの可能性を高めた）の使用で知られた。スティッカムの使用は1981年にNFLより禁止された。
プロ入りまで吃音症であった。プロに入り治療によって克服してからは「奴を黙らせることはできない。」とジョン・マッデンに言わしめた。彼自身はこの病気の治療にはレイダースのオーナー、アル・デービスの協力が欠かせないものであったと述べている。
現在はカリフォルニア州モデストに住んでいる。
ドラフトでは地元から3000マイルも離れた本拠地のオークランド・レイダース、ニューイングランド・ペイトリオッツ、シアトル・シーホークスからは指名されたくないと願い、ヒューストン・オイラーズかダラス・カウボーイズに指名されることを願っていたがレイダースでプレーできたことに感謝していると述べている。また自分の成功にはテッド・ヘンドリクス、レジー・ケンロー、ロッド・マーティン、マット・ミレン、ハウィー・ロング、ライル・アルゼイド、ボブ・ネルソンらの強烈なフロントラインのおかげであったとも述べている。